# Дальний Восток России

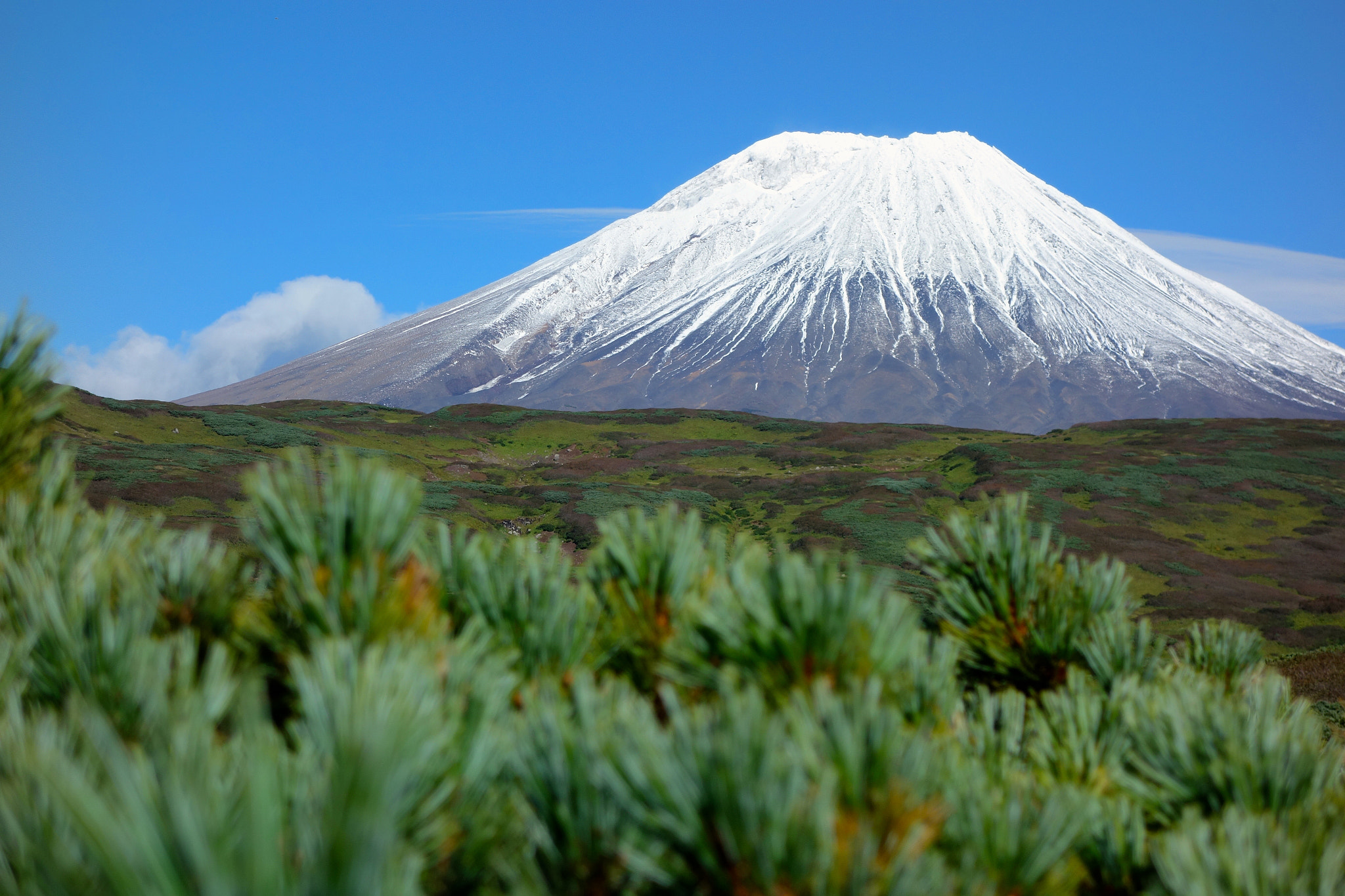
Панорама на вулканы Камчатки

Да́льний Восто́к Росси́и — восточная часть России, к которой относят области бассейнов рек, впадающих в Тихий океан, а также остров Сахалин, Курильские острова, остров Врангеля, Командорские и Шантарские острова.
По состоянию на 1 января 2022 года в Дальневосточном федеральном округе проживало 8 091 244 человека, то есть около 5,56 % от общего населения РФ. Дальневосточный федеральный округ — самый депопулирующий регион страны: за период 1991—2010 гг. население уменьшилось на 1,8 млн человек (22 %).
С начала 1990-х годов Чукотка потеряла две трети населения, Магаданская область — более половины, Сахалин и Камчатка — по одной трети, Амурская область и Хабаровский край — примерно по 20 %. Коэффициент прироста населения на Дальнем Востоке России −4,1: Приморский край −3,9, Республика Саха (Якутия) −1,8, Хабаровский край −1,3, ЕАО −0,7, Сахалин −7,8, Магаданская область −17,3, Камчатский край −6,2, Амурская область −6, Чукотка −14,9. При сохранении существующих тенденций Магадан останется без населения через 57 лет, а Чукотка — через 66 лет.
По некоторым прогнозам, население Дальнего Востока России к 2050 году может сократиться почти на 40 % и составит менее 4 миллионов человек (см. Демографический кризис в Российской Федерации). Дальний Восток России занимает 41,1 % территории страны, но в нём проживает всего 5,56 % населения страны или 8 091 244 человека. По прогнозам за 2010—2050 годы общая численность населения российского Дальнего Востока может уменьшиться на 21,1 %, а трудоспособного — на 42,5 % (см. Демографическое старение).
Площадь Дальнего Востока России — 6 952 555 км², или около 40,6 % площади России.
В состав Дальневосточного федерального округа входят 11 регионов:
1. Амурская область
2. Республика Бурятия
3. Еврейская автономная область
4. Забайкальский край
5. Камчатский край (в т.ч. Корякский округ)
6. Магаданская область
7. Приморский край
8. Республика Саха (Якутия)
9. Сахалинская область
10. Хабаровский край
11. Чукотский автономный округ

## История

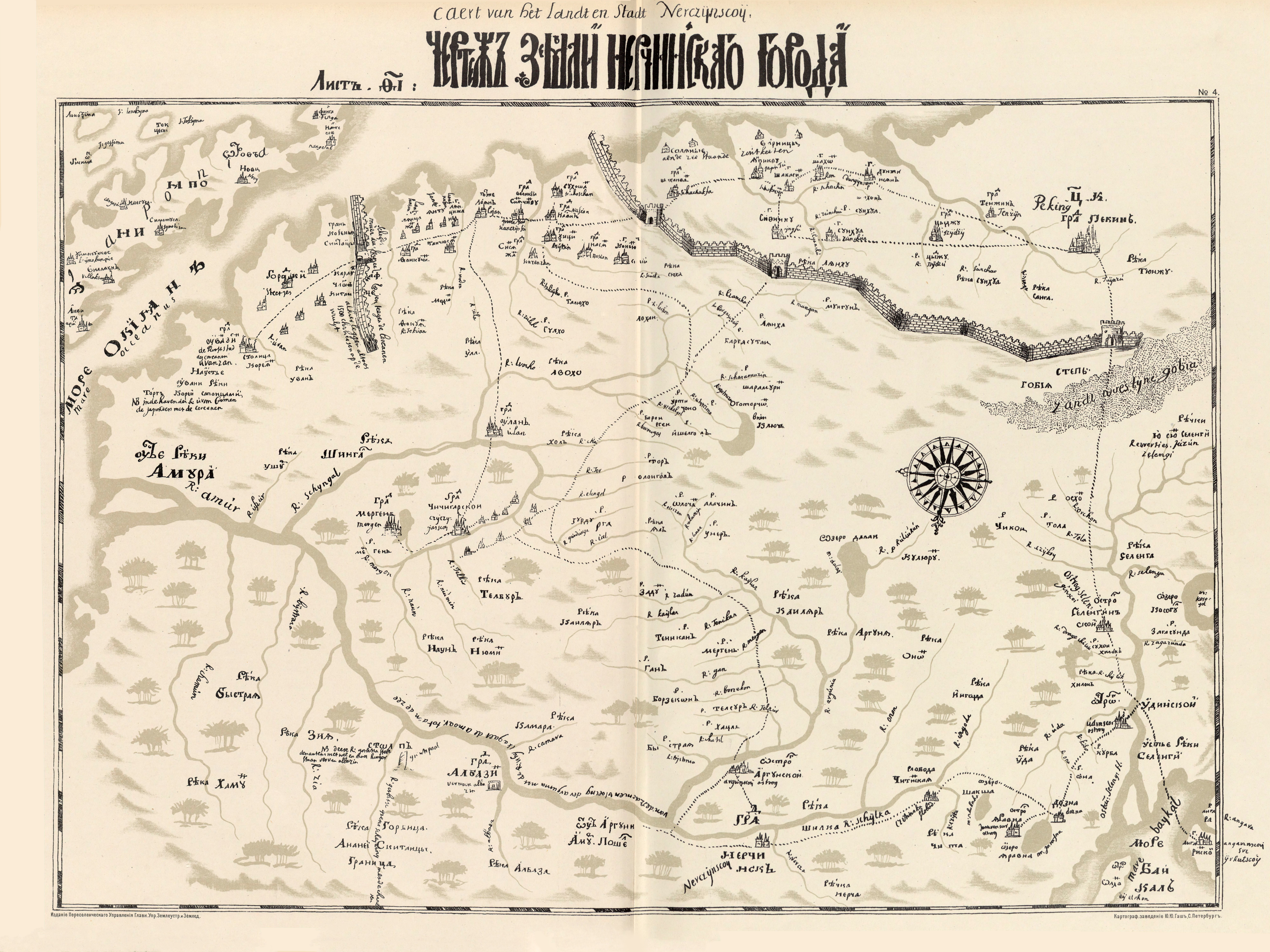
Древнейшая русская карта Дальнего Востока, 1701 год

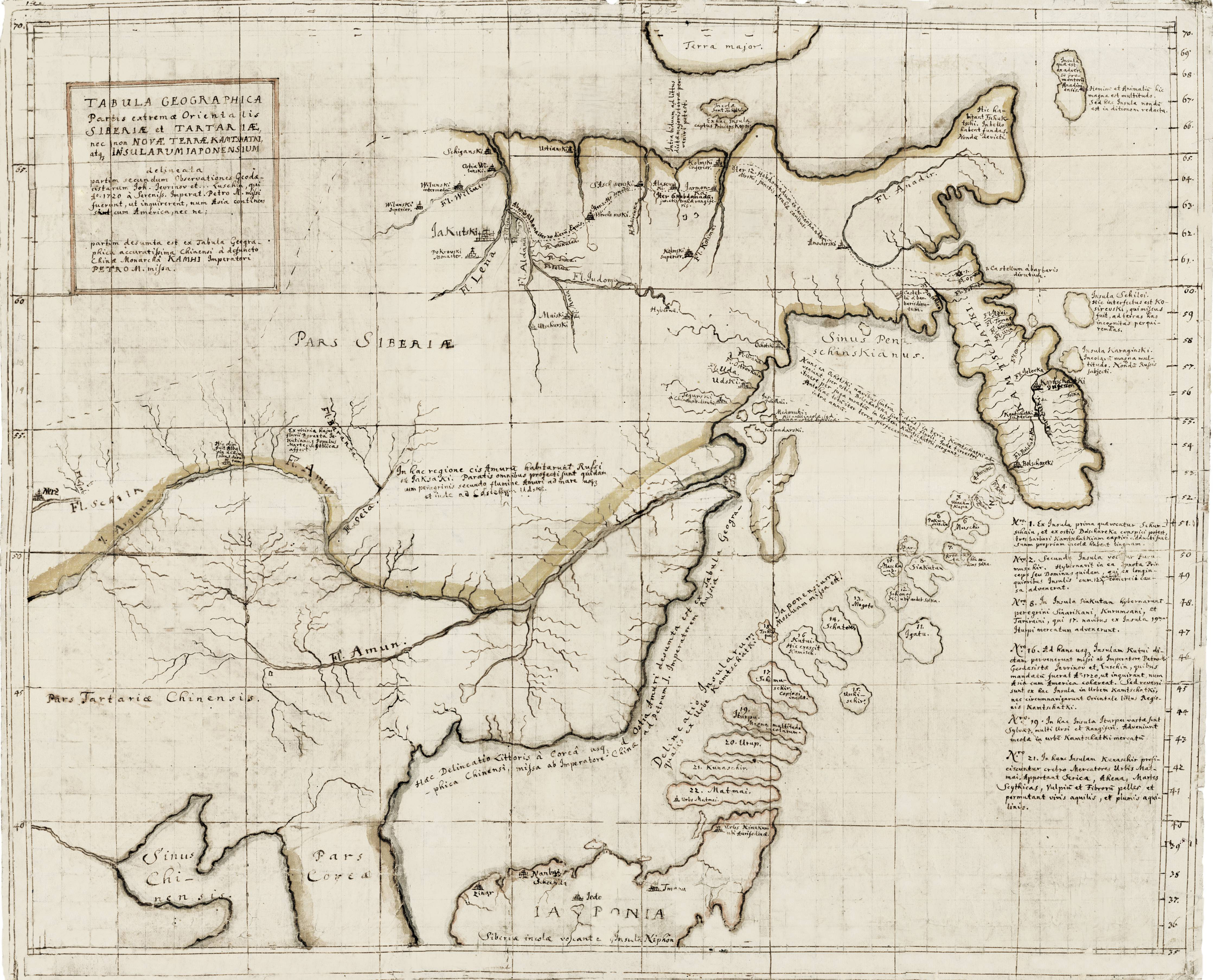
Карта Дальнего Востока. Атлас Всероссийской империи И. К. Кирилова 1722—1737 гг

### С древних времён до начала освоения
В I—II тысячелетиях до н. э. в Приамурье проживали племена дауров, эвенков, нивхов, удэгейцев, ульчей, орочей, нанайцев и др. Редкое население занималось в основном охотой и рыболовством. Самые древние поселения в Приморье, относящиеся к эпохе палеолита, были обнаружены на территории нынешнего Находкинского городского округа. Камчатка была заселена в каменном веке коряками, айнами и ительменами. В середине XIX века началось заселение Камчатки эвенами.
Специалисты Дальневосточного федерального университета в 2021 году опубликовали работу, в которой они проанализировали результаты генетических исследований останков 166 человек, которые жили в Восточной Азии в течение минувших восьми тысяч лет, в том числе на территории современного Приморского края и Хабаровского края. Их сравнили с аналогичными анализами современных жителей этих территорий. Выяснилось, что генетическая линия неолитических людей юга Дальнего Востока (бойсманская и руднинская культуры) продолжается у людей, которые проживали после них на этой территории через четыре тысячи лет, в раннем железном веке (янковская культура). Ещё через тысячу лет эта линия продолжается в культуре хейшу-мохе, но у них уже имеется ханьская примесь из Китая, что связано со средневековыми процессами перемещения населения. Ещё через полторы тысячи лет эта линия прослеживается у современной приамурской народности — ульчей.

### XVII век
В XVII веке началось Покорение Сибири. В 1632 году был основан Якутск. Начало плаваний русских судов в Охотском море, которое тогда именовалось Великим Ламским морем, относится к 1639 году — посланный из Бутальского острога отряд казачьего десятника И. Ю. Москвитина, поднявшись по реке Алдан и спустившись на ладьях по реке Улье 1 (11) октября 1639 года вышел к побережью Охотского моря. Здесь первые русские моряки-тихоокеанцы зазимовали, построили «плотбище» (верфь), на которой были выстроены два 17-метровых мореходных судна — коча. На этих кораблях в 1640 году Иван Москвитин с товарищами обследовал побережье до района нынешнего Магадана и до Шантарских островов, а в 1641 году вернулся в Якутск. В 1645—1646 годах В. Д. Поярков вернулся Охотским морем на мореходном судне-дощанике из экспедиции к устью Амура. В 1647 году состоялся переход Семёна Шелковникова Охотским морем от устья Ульи к реке Охота и основание в её устье на берегу Охотского моря зимовья Косой Острожек — первого русского порта на Дальнем Востоке, прародителя современного Охотска, что стало важным событием в развитии освоения Дальнего Востока. Далее, до конца XVII века, состоялся целый ряд плаваний первопроходцев и исследователей, к числу наиболее известных относятся:
- в 1648 году поход на парусном судне казака Алексея Филиппова на восток от устья реки Охота и составление первой лоции северного побережья Охотского моря[12];
- в 1648—1660 годах экспедиция промышленника Ф. А. Попова и казака С. И. Дежнёва, кочи которых прошли из устья Колымы до Камчатки (предположительно) и до Анадырского острога, соответственно[13]. Донесение Дежнёва о походе было найдено в Якутском архиве только в 1736 году[14];
- в 1651—1652 годах экспедиция казачьего десятника М. Стадухина обследовавшая на судах-шитиках северо-восточное побережье Охотского моря от устья реки Пенжины до Охотска.

Далее, в середине XVII века, русский землепроходец Е. П. Хабаров совершил экспедицию из Якутского острога на юг, к рекам Зея и Амур, где столкнулся с племенами, платившими дань Цинской империи (Китаю), то есть, состоявшими в китайском подданстве. Вот как об этом сообщает сам Ерофей Хабаров в одном из своих докладов:

И аз, приказной человек, велел толмачам говорить про государское величество, что «наш государь царь и великий князь Алексей Михайловичь всеа Русии страшен и грозен и всем царствам обладатель; и ни какие орды не могут стоять против нашего государя царя и великого князя Алексея Михайловича всеа Русии и против нашего бою; и вы, князь Гойгудар, да князь Олгодий, да князь Лотодий, будте нашему царю государю и великому князю Алексею Михайловичю всеа Русии послушны и покорны, без драки сдайтесь, и нашему государю ясак давайте по своей мочи; и велит государь вас оберегать от иных орд, кто вам силен». И тот Гойгудар то стал говорить: «Даем де мы ясак богдойскому царю Шамшакану. А вам де се какой ясак у нас? Как де мы бросим последним своим робенком, дитятем, то де мы вам с себя ясак дадим!». И мы, прося у бога милости и государю радеючи, государевой службе поиск чинили ратным обычаем — войною. Крепь учинили болшему оружию — пушкам и стали бить по башням с нижнюю сторону у того города, и из мелкого оружия: из мушкетов, из пищалей — били по них в город.

Приамурские племена, подвергшиеся нападению русских казаков, обратились за защитой к цинским властям, о чём также есть упоминание у Хабарова:

И стал говорить язык царя богдойского служилой человек Нюлгуцкого города, именем Кабышейка, и тот стал говорити: Яз де вам скажу всю, казаком, свою правду, чего де таить. Про вас пришла де к нам весть осенесь: с усть Шингалу реки приехали де дючерские мужики в Нюлгуцкой город, и пришед де те дючерские мужики к нам, ко князю Исинею, да к Иведакамахе, да Тамфимафе, что де седят в том Нюлгуцком городе посланы от царя богдойского посаженика от Учурвы, и те дючерские мужики росплакались и говорят де, что де «приехали руские люди, и нашу де землю всю вывоевали и вырубили, и жен наших и детей в полон взяли; и мы де своими людми дючерскими и Дючерною землею собирались, и на них ходили, на город напускали не на великие люди, да тут де нас мало не всех побили; и нам де против их стоять не можно, и вы нас обороняйте; а не станете оборонять, и мы им станем ясак давать».

Цинские власти откликнулись на просьбы своих подданных и направили на Амур войска для отражения угрозы с севера. На несколько лет Амур превратился в зону боевых действий. Под натиском превосходящих сил противника русские казаки были вынуждены отступить на исходные позиции:

А того мы, Дмитрей Андреевичь да Осип Степановичь, не знаем, где мы зазимуемся. А в Даурской земли на усть Зеи и на усть Шингалу теми людми сесть не смеем, потому что тут Богдаева земля близко и войско приходит на нас болшое с огненным оружьем, и с пушками, и с мелким оружьем огненным, чтоб государей казне порухи не учинить и голов казачьих напрасно не потерять. И летом по той реке Амуру ходим, и тех иноземцов под государское величество призываем. А которые непослушны и непокорны, и тех громим. А к зиме сплываем вниз. А теми людми, Дмитрей Андреевичь да Осип Степановичь, той земли овладеть не можно, потому что та земля многолюдна и бой огненной.

По итогам первого русско-китайского конфликта между Россией и Цинской империей 1649—1689 годов был заключён Нерчинский договор, по которому казаки должны были передать цинскому правительству территории образованного на землях дауров Албазинского воеводства. Договор определил систему торговых и дипломатических отношений между государствами. Граница между странами по Нерчинскому договору на севере проходила по реке Горбица и горам водораздела Амурского бассейна. Неразграниченной осталась область побережья Охотского моря между хребтами Кивун и Тайканским.
В конце XVII века русские казаки — Атласов и Козыревский стали исследовать полуостров Камчатка, который в начале XVIII века был включён в состав Российской империи.

### XVIII век

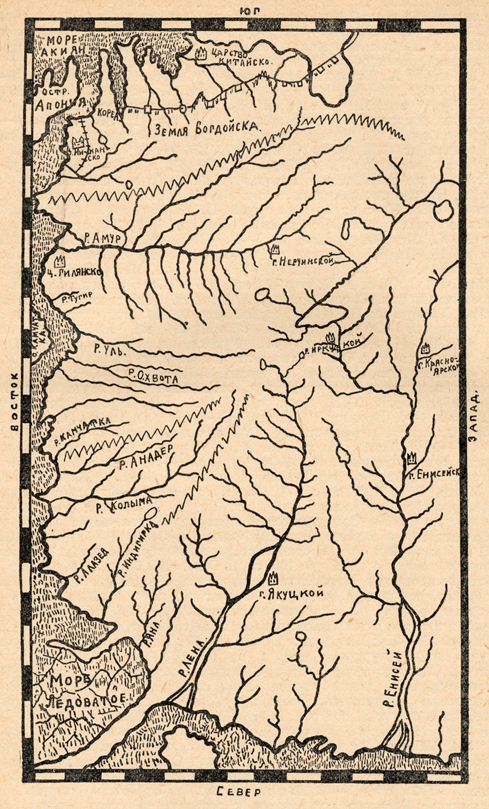
Чертёж Восточной Сибири, составленный тобольцем Ремезовым в 1701 году.

В 1724 Пётр I направил на полуостров Первую Камчатскую экспедицию, во главе с Витусом Берингом. Экспедиция обогатила российскую науку ценными сведениями о восточном побережье Сибири (в частности территории сегодняшних Магаданской и Камчатской областей), новыми картами, точными определениями координат дальневосточного берега, пролива, который позднее был назван Беринговым.
В 1733 году российским правительством была организована Вторая Камчатская экспедиция под предводительством Беринга и Чирикова с задачей достичь берегов Америки (В частности Алеутских островов и Аляски). В XVIII веке исследованиями Камчатки занимались Крашенинников, Стеллер, Чичагов.
В XVIII веке в Якутию ссылали старообрядцев и опальных сановников, например, Головкина.

### XIX век

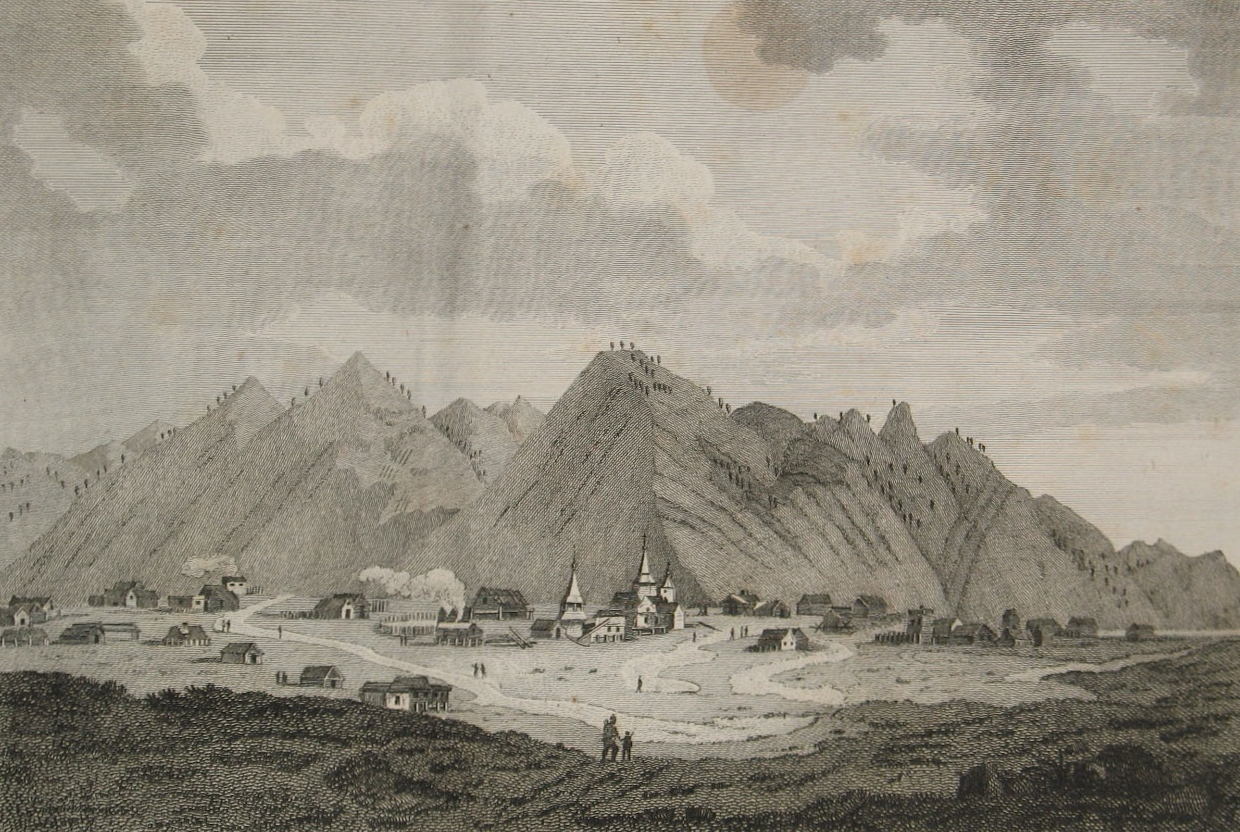
Древнерусский город Зашиверск, вымерший от оспы

В XIX веке русскими первопроходцами началось активное освоение Дальнего Востока, чему в немалой степени способствовало быстрое ослабление могущества империи Цин, которая в 1840 году оказалась втянута в первую опиумную войну. Боевые действия против объединённых сил Англии и Франции на юге страны, в районах Макао и Гуанчжоу, оттянули на себя значительные материальные и людские ресурсы. Северные районы Китая остались практически без всякого прикрытия, чем не преминула воспользоваться Российская империя, наряду с другими европейскими державами принявшая активное участие в разделе слабеющей империи Цин.
В 1850 году капитан-лейтенант Г. И. Невельской высадился в устье Амура и явочным порядком основал там военный пост. Убедившись, что цинская администрация, к тому времени не оправившаяся от последствий первой опиумной войны и связанная в своих действиях вспыхнувшим в стране тайпинским восстанием, не имеет возможности адекватного ответа на территориальные притязания Российской империи, Невельской принимает решение объявить устье Амура и побережье Татарского пролива владениями Российской империи.
14 мая 1854 года — генерал-губернатор Восточной Сибири, граф Н. Н. Муравьёв, располагая полученными от Г. И. Невельского данными об отсутствии цинских воинских подразделений по Амуру, организовал первый сплав по реке, в состав которого входили: пароход «Аргунь», 48 лодок, 29 плотов и около 800 человек. Сплав доставил в низовья Амура боеприпасы, продовольствие, войска (сотня казаков 2-й конной бригады Забайкальского войска). Часть войск далее отправилась морем на Камчатку для укрепления Петропавловского гарнизона, часть же осталась на китайской территории для реализации Муравьёвского проекта освоения Приамурья.
Через год состоялся второй сплав, в котором участвовало около 2,5 тысяч человек. К концу 1855 года в низовьях Амура было уже пять русских поселений: Иркутское, Богородское, Ново-Михайловское, Сергеевское. В 1858 году правобережье Амура официально отошло к России по заключённому с империей Цин Айгуньскому договору.
Слабая освоенность края в XIX веке создавала благоприятную обстановку для «хищничества» (как тогда называли браконьерство) со стороны передовых морских держав.
Иностранное хищничество процветало и в отношении всех основных промысловых видов дальневосточной фауны — морских котиков; ценных пород лососевых рыб, которых часто переводили в отбросы, изъяв из них икру; морских бобров (каланов), моржей, китов, пушного зверя (песца, соболя), оленей. Как отмечает современный исследователь С. Н. Ляпустин, «английские, американские, японские суда в территориальных водах России вели браконьерский промысел ценных видов морских животных практически вдоль всего тихоокеанского побережья. Не отставали от них и китайские браконьеры, промышлявшие вдоль берегов Приморья».
Как отмечает исследователь Л. Н. Гарусова, китобойные суда из Новой Англии стали постоянно появляться в российских дальневосточных водах с 1840-х годов (т.е. ещё до уступки Русской Америки), положив начало «откровенному хищничеству американцев на Дальнем Востоке».
С 1847 по 1871 годы американские китобои добыли китового жира и уса в северной части Тихого океана на сумму 87,4 млн долларов, в 1865 году в Охотском море занимались браконьерством 65 американских судов. И хотя к концу XIX — началу XX века количество китобойных шхун в дальневосточных морях сократилось, обусловлено это было «не мерами по охране морских промыслов, принятыми Россией, а истреблением морских животных».

### XX век
Южный регион Дальнего Востока в начале XX века по темпам экономического развития, использованию машин в промышленности и сельском хозяйстве и по образовательному уровню населения опережал не только Россию, но и США.
В 1917—1922 годах с центром во Владивостоке существовала Украинская Дальневосточная республика. В 1918 году Дальний Восток входил в состав независимой Сибирской республики. В 1918—1920 годах существовала независимая Забайкальская Республика. В 1921—1922 годах на территории Приморья, Камчатки и Хабаровского края существовала независимая республика — Приамурье. В 1920—1922 годах на территории Дальнего Востока (не включая Якутии) и Забайкалья существовала независимая Дальневосточная республика.

## Физико-географическое положение

### Физическая география

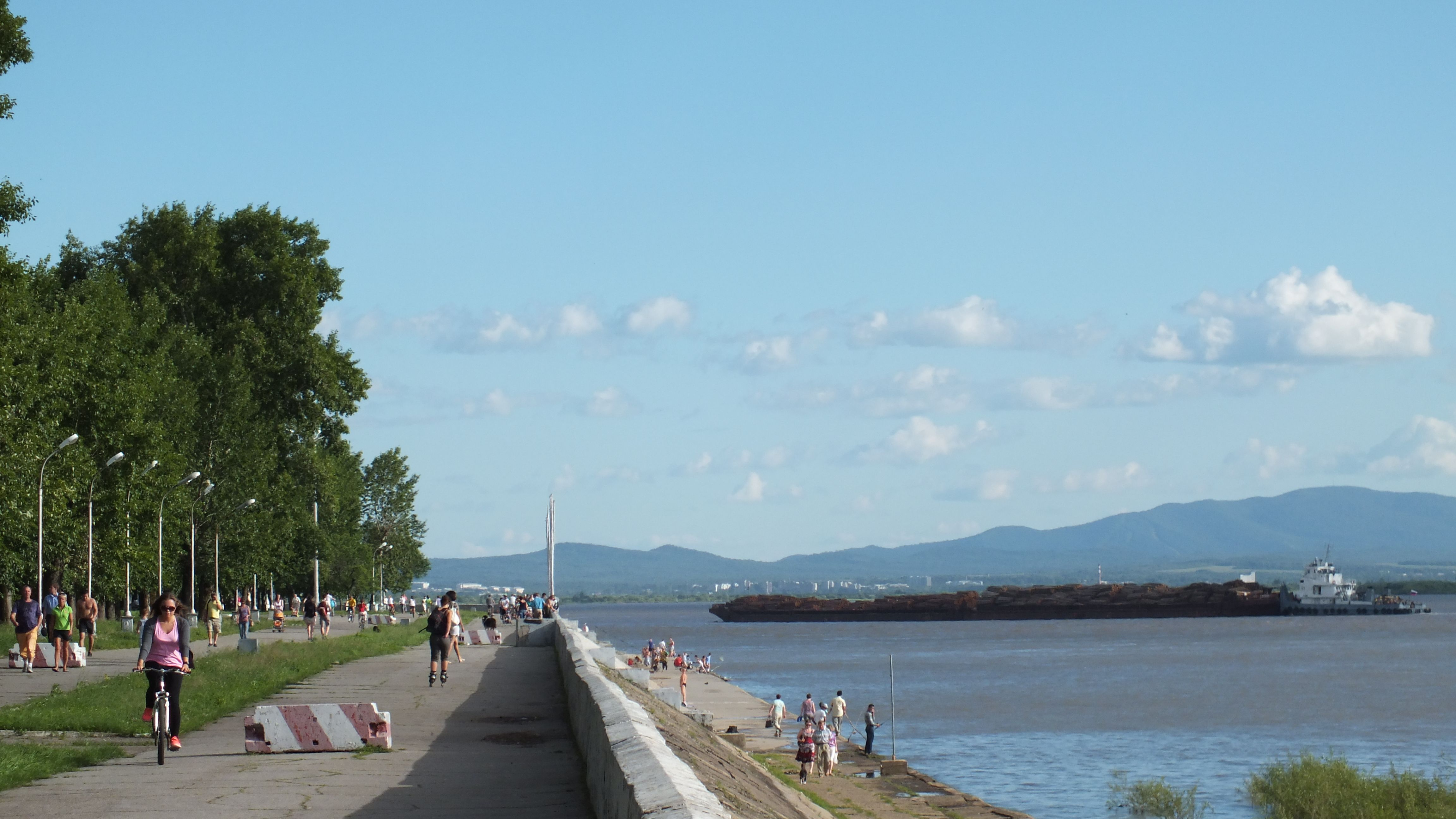
Амур у Хабаровска

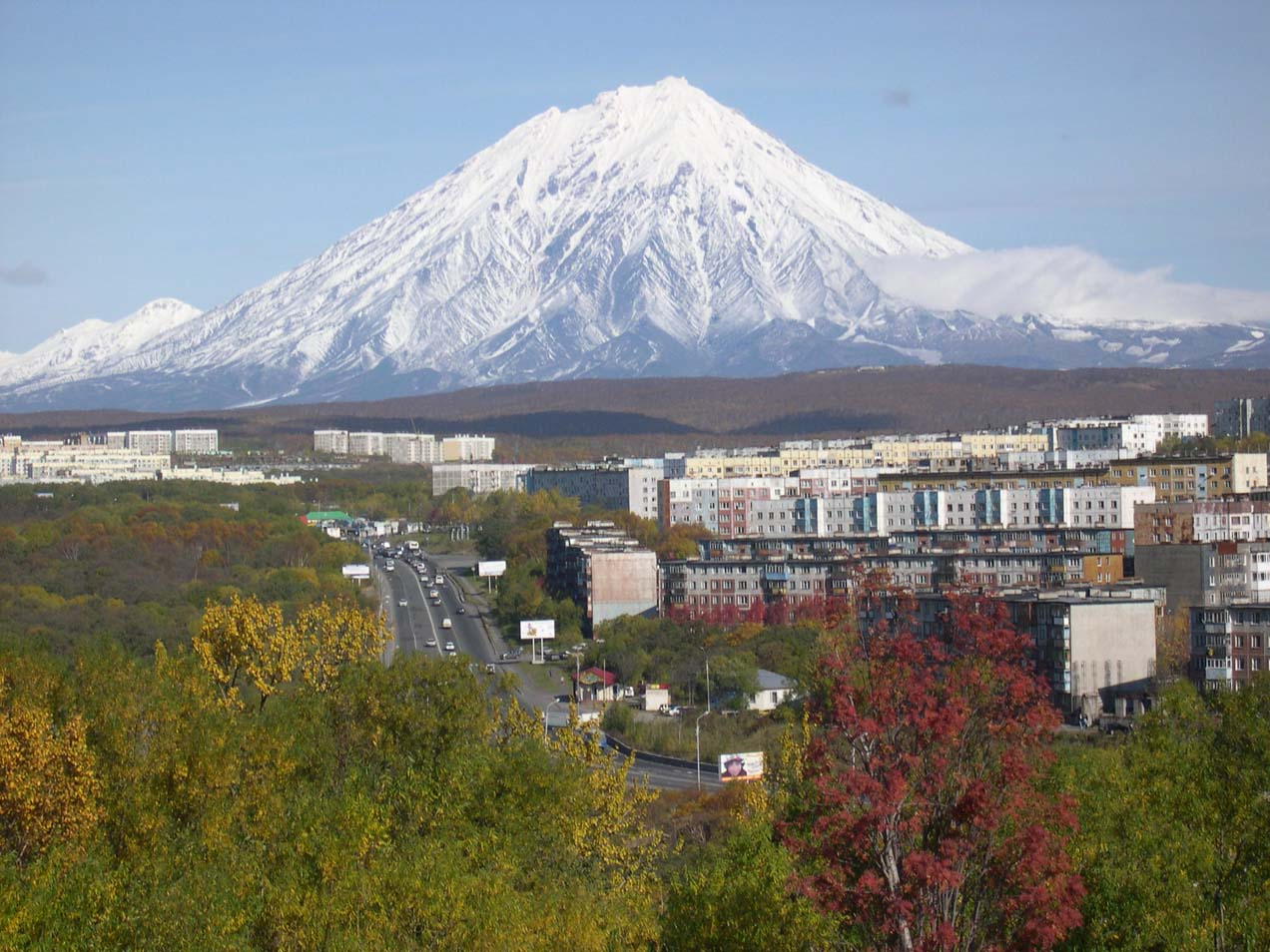
Корякская Сопка на Камчатке

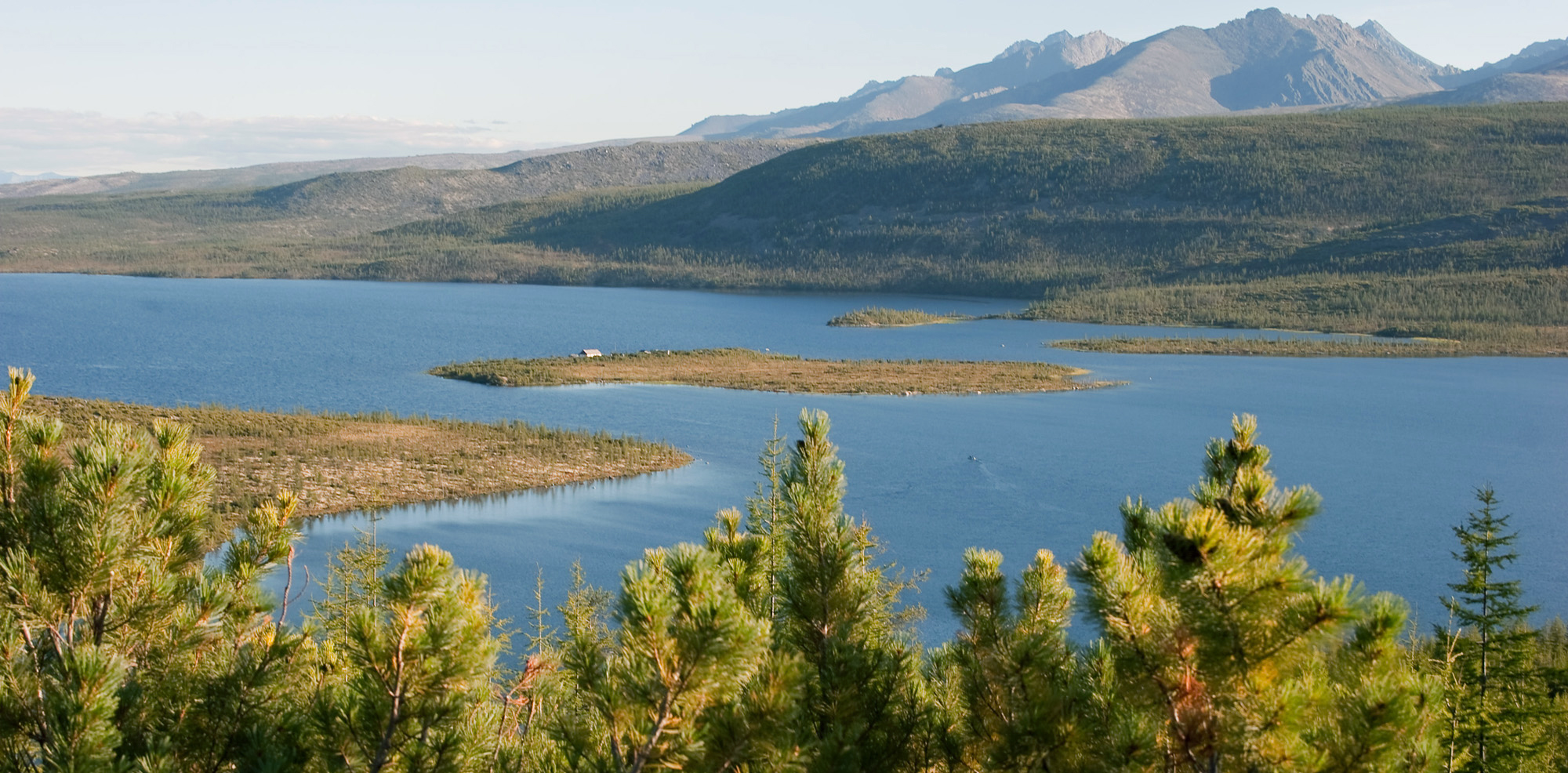
Озеро Джека Лондона. Магаданская область

Регион граничит с Китаем и Монголией на юге, КНДР на крайнем юге, Японией на юго-востоке и США в Беринговом проливе на северо-востоке. В физико-географическом районировании Дальневосточный федеральный округ делится на три физико-географические страны: Северо-Восточная Сибирь, Амуро-Сахалинская страна, Северо-Притихоокеанская страна (кроме того, часть территории относится к Средней и Южной Сибири):
- Северо-Восточная Сибирь примерно соответствует восточной Якутии (горная территория к востоку от Лены и Алдана); остальная часть Якутии входит в Среднюю и Южную Сибирь;
- Амуро-Сахалинский район включает Амурскую область, Еврейскую Автономную область, южную часть Хабаровского края, Приморский край и о. Сахалин;
- Северо-Притихоокеанский район включает восточные части Чукотского автономного округа, Магаданской области и севера Хабаровского края, Камчатский край, Курильские острова[19][20].

Согласно другому варианту районирования, северное и западное побережье Охотского моря включается в Северо-Восточную Сибирь, а не в Северо-Притихоокеанский район.
Дальний Восток расположен в 5 часовых поясах, с +8 по +12 UTC. Разница с Москвой, столицей России, составляет +5, +6, +7, +8 и +9 часов.

### Климат
Среднегодовая температура воздуха от −15 °C (самое холодное место на Российском Дальнем Востоке — Оймякон со среднегодовой температурой −15,5 °C) до +7 °C (самое тёплое место — посёлок Хасан в Приморском крае со среднегодовой температурой +7,2 °C), почти на всей территории региона распространена многолетняя мерзлота.
Климат Дальнего Востока разнообразен: от арктического и субарктического на севере Якутии и Камчатки, в Магаданской области и Чукотке до муссонного на Сахалине, в Еврейской и частично Амурской областях, в Приморском и Хабаровском краях. На большей части Якутии и северо-западе Амурской области господствует резко континентальный климат, на Камчатке и Курильских островах — морской климат. Такие различия обусловлены огромной протяжённостью территории с севера на юг (почти на 4500 км) и с запада на восток (на 2500-3000 км).
Наиболее существенные отличия Дальнего Востока от Сибири связаны с преобладанием в его пределах резко муссонного климата на юге и муссонообразного и морского на севере, что является результатом взаимодействия между Тихим океаном и сушей Северной Азии. Существенное влияние оказывает на климат холодное Охотское море и холодное Приморское течение вдоль побережья Японского моря. Также на климат влияет горный рельеф.
В континентальных районах ДВ зимы — от холодных, солнечных и малоснежных на юге до экстремально суровых на севере. Лето на севере тёплое и сухое, но короткое. На юге оно жаркое, влажное и более продолжительное. В прибрежных районах на севере зима холодная и ветреная. Метеорологическое лето отсутствует. Весна здесь плавно переходит в осень. На южном побережье, исключая некоторые районы Приморского края, зима мягкая и многоснежная, в то же время затяжная холодная весна, прохладное короткое лето, длинная и тёплая осень. На побережье как зимой, так и летом часты циклоны, затяжные проливные дожди, тайфуны и туманы. На Камчатке высота снежного покрова может достигать 6 метров. Также чем ближе к югу, тем большая влажность воздуха. На юге Приморья нередко устанавливается погода с влажностью свыше 90 %, что резко усиливает ощущения холода зимой и жары — летом. Практически на всей территории ДВ наибольшее количество осадков приходится на лето, что систематически вызывает разливы рек, подтопления построек и сельскохозяйственных земель.
В отличие от Европейской части страны, на Дальнем Востоке зимой почти нет «серости», и наблюдаются длительные периоды с установившейся ясной и солнечной погодой, так же как и летом непрерывный дождь в течение нескольких суток подряд — обычное явление.
Для Приморья летом характерны очень густые туманы, переходящие в сплошную завесу продолжительного, очень густого и очень мелкого моросящего дождя, на местном сленге именуемого «чилима́» (соответственно, местные жители — «чили́мы», то есть местная разновидность крупных креветок, которые «дышат водой»)
Также в южной и центральной части ДВ иногда наблюдаются пыльные бури, приходящие с пустынь Монголии и северного Китая.
Бо́льшая часть территории Дальнего Востока России является или приравнена к районам Крайнего Севера (за исключением Еврейской автономной области, южных районов Амурской области, Хабаровского и Приморского края).
Ниже приведена таблица с климатическими данными для городов Дальнего Востока в сравнении с Москвой, Екатеринбургом и Новосибирском в порядке убывания среднегодовых температур воздуха. Европейская часть России к югу от Курска теплее, чем любая точка ДВ.
| Город                     | Янв, °C | Фев, °C | Мар, °C | Апр, °C | Май, °C | Июн, °C | Июл, °C | Авг, °C | Сен, °C | Окт, °C | Ноя, °C | Дек, °C | Год, °C | Абс. мин., °C | Абс. макс., °C | Осадки год, мм |
| Находка                   | −9,3    | −5,9    | −0,1    | 6,1     | 11,0    | 15,3    | 19,0    | 20,6    | 17,0    | 10,5    | 1,8     | −6,0    | 6,7     | −25,9         | 36,0           | 860            |
| Посьет                    | −9,4    | −5,9    | −0,2    | 6,3     | 11,0    | 14,9    | 19,1    | 21,2    | 17,0    | 9,9     | 0,7     | −6,6    | 6,5     | −27,2         | 36,4           | 770            |
| Москва                    | −6,5    | −6,7    | −1,0    | 6,7     | 13,2    | 17,0    | 19,2    | 17,0    | 11,3    | 5,6     | −1,2    | −5,2    | 5,8     | −42,2         | 38,2           | 707            |
| Партизанск                | −12,2   | −8,5    | −1,9    | 6,3     | 11,6    | 15,6    | 19,4    | 20,6    | 15,1    | 7,8     | −1,6    | −9,6    | 5,3     | −29,9         | 36,6           | 796            |
| Южно-Курильск             | −4,2    | −5,3    | −2,4    | 1,7     | 5,2     | 8,6     | 12,4    | 15,9    | 15,1    | 10,8    | 4,7     | −1,0    | 5,1     | −20,3         | 30,5           | 1253           |
| Владивосток               | −11,8   | −8,4    | −1,9    | 5,1     | 9,8     | 13,6    | 17,6    | 19,8    | 16,0    | 8,9     | −0,9    | −9,1    | 4,9     | −31,4         | 33,6           | 840            |
| Пограничный               | −14,5   | −10,2   | −2,7    | 6,4     | 12,5    | 16,9    | 20,2    | 20,5    | 14,5    | 6,7     | −3,6    | −11,9   | 4,6     | −36,9         | 40,9           | 569            |
| Уссурийск (Тимирязевский) | −17,4   | −12,1   | −2,6    | 6,4     | 12,1    | 16,5    | 20,2    | 21,1    | 15,5    | 7,6     | −3,1    | −12,9   | 4,3     | −45,5         | 37,9           | 607            |
| Екатеринбург              | −12,6   | −11,1   | −3,8    | 4,3     | 11,3    | 17,1    | 19,0    | 15,9    | 9,8     | 3,4     | −5,8    | −11,0   | 3,0     | −44,6         | 38,8           | 542            |
| Южно-Сахалинск            | −12,2   | −11,7   | −5,6    | 1,7     | 7,2     | 11,7    | 15,5    | 17,3    | 13,2    | 6,5     | −1,5    | −8,6    | 2,8     | −36,2         | 34,7           | 864            |
| Петропавловск-Камчатский  | −7,0    | −6,3    | −3,8    | 0,3     | 4,5     | 9,4     | 12,7    | 13,4    | 10,4    | 5,5     | −0,8    | −5,1    | 2,8     | −31,7         | 30,0           | 1166           |
| Хабаровск                 | -20,0   | -17,3   | −6,4    | 4,8     | 12,4    | 18,1    | 21,3    | 19,9    | 13,7    | 5,1     | −7,2    | −17,3   | 2,4     | −40,0         | 36,4           | 684            |
| Биробиджан                | −22,2   | −16,5   | −6,4    | 5,4     | 13,0    | 18,9    | 21,1    | 19,2    | 12,8    | 3,9     | −9,2    | −18,8   | 1,9     | −43,7         | 39,9           | 682            |
| Новосибирск               | −16,5   | −14,8   | −7,6    | 2,3     | 11,8    | 17,1    | 19,4    | 16,6    | 10,2    | 3,1     | −6,9    | -14,0   | 1,7     | −46,3         | 36,6           | 460            |
| Благовещенск              | −21,5   | −16,3   | −6,8    | 4,7     | 12,8    | 19,3    | 21,8    | 19,6    | 12,7    | 3,2     | −10,0   | −19,8   | 1,6     | −45,4         | 39,4           | 551            |
| Комсомольск-на-Амуре      | −25,7   | −20,3   | −9,4    | 2,5     | 11,4    | 18,5    | 21,3    | 19,9    | 13,0    | 3,6     | −7,7    | −21,0   | 0,8     | −43,7         | 34,4           | 566            |
| Ключи                     | −16,6   | −13,5   | −8,3    | −1,7    | 5,2     | 12,2    | 15,6    | 14,1    | 9,1     | 2,8     | −6,0    | −13,9   | −0,1    | −48,6         | 31,1           | 632            |
| Магадан                   | −16,4   | −15,4   | −11,4   | −4,6    | 1,8     | 7,8     | 11,8    | 12,0    | 7,5     | −0,9    | −9,8    | −14,9   | −2,7    | −34,6         | 27,2           | 561            |
| Сковородино               | −27,0   | −22,8   | −12,9   | −0,1    | 8,4     | 15,2    | 17,9    | 14,7    | 7,5     | −3,7    | −17,6   | −26,5   | −3,8    | −52,4         | 40,2           | 443            |
| Ленск                     | −28,8   | −23,6   | −15,0   | −3,6    | 6,3     | 14,2    | 17,7    | 14,1    | 5,4     | −4,9    | −19,8   | −27,0   | −5,4    | −56,1         | 39,0           | 227            |
| Анадырь                   | −22,6   | −22,0   | −19,3   | −12,8   | −1,6    | 6,3     | 11,6    | 10,1    | 4,6     | −4,6    | −13,3   | −19,3   | −6,9    | −46,8         | 30,0           | 346            |
| Якутск                    | −38,6   | −33,8   | −20,1   | −4,8    | 7,5     | 16,4    | 19,5    | 15,2    | 6,1     | −7,8    | −27,0   | −37,6   | −8,8    | −64,4         | 38,4           | 237            |
| о. Врангеля               | −22,8   | −23,5   | −22,4   | −16,6   | −5,7    | 0,9     | 3,0     | 2,8     | 0,0     | −6,1    | −12,9   | −19,7   | −10,3   | −57,7         | 18,2           | 138            |
| Верхоянск                 | −45,4   | −41,8   | −29,5   | −12,4   | 3,8     | 13,4    | 16,5    | 11,5    | 2,5     | −14,5   | −34,8   | −43,3   | −14,5   | −67,6         | 37,3           | 180            |
| ------------------------- | ------- | ------- | ------- | ------- | ------- | ------- | ------- | ------- | ------- | ------- | ------- | ------- | ------- | ------------- | -------------- | -------------- |

### Природные ресурсы
Дальний Восток богат сырьевыми ресурсами. Это даёт ему возможность занимать важное место в экономике страны по ряду сырьевых позиций. Так, в общероссийском производстве отдельных ресурсов на Дальний Восток приходится (%): алмазов — 98, олова — 80, борного сырья — 90, золота — 50, вольфрама — 14, рыбы и морепродуктов — более 40, соевых бобов — 80, древесины — 13, целлюлозы — 7. Главные отрасли специализации Дальнего Востока: добыча и переработка цветных металлов, добыча алмазов, рыбная, лесная, целлюлозно-бумажная промышленность, судостроение, судоремонт. Эти факторы при ориентации на внутренний рынок и обусловили роль Дальнего Востока в составе России.
Здесь развивались преимущественно добывающие отрасли промышленности — рыбная, лесная промышленность, добыча цветных металлов, на которые приходится более половины товарной продукции. Обрабатывающие же производства развиты крайне слабо. Вывозя сырьё, регион теряет потенциальные доходы в виде добавленной стоимости. Его отдалённость обусловливает значительные транспортные надбавки, которые отражаются в стоимостных показателях большинства отраслей хозяйства.
На Дальнем Востоке находятся крупнейшие запасы минеральных ресурсов, по объёму запасов которых регион занимает ведущее место в России. Дальневосточные запасы сурьмы, бора, олова составляют около 95 % всех запасов этих ресурсов России, плавикового шпата и ртути — до 60 %, вольфрама — 24 % и около 10 % общероссийских запасов железной руды, свинца, самородной серы, апатита. На северо-западе республики Саха (Якутия) располагается крупнейшая в мире алмазоносная провинция: месторождения алмазов «Мир», «Айхал», «Удачное» составляют свыше 80 % российских запасов алмазов. Подтверждённые запасы железных руд на юге Якутии составили более 4 млрд т. (около 80 % от регионального), значительны запасы этих руд в Еврейской автономной области.
Крупные запасы угля расположены в Ленском и Южно-Якутском бассейне (Якутия), в Амурской области, Приморском и Хабаровском краях. Дальневосточный регион — один из важнейших золотоносных районов России. Рудные и россыпные месторождения золота сосредоточены в Республике Саха, Магаданской, Амурской областях, в Хабаровском крае и на Камчатке. Оловянные и вольфрамовые руды открыты и разрабатываются в Республике Саха, Магаданской области, Хабаровском и Приморском краях. Основные промышленные запасы свинца и цинк (до 80 % от общерегионального) сосредоточены в Приморском крае.
На территории Амурской области и Хабаровского края выделена крупная титановорудная провинция (Каларско-Джугджурская). Основные месторождения ртути расположены в Магаданской области, на Чукотке, в Якутии и Хабаровском крае. Помимо указанных выше существуют запасы нерудного сырья: известняки, мергель, огнеупорные глины, кварцевые пески, сера, графит. В Томмоте, на верхнем Алдане, разведаны уникальные месторождения слюды.
Велики и разнообразны запасы лесных ресурсов Дальнего Востока (около 11 млрд м³). Леса здесь составляют свыше 35 % общероссийских ресурсов. После 1991 г., незаконные рубки ценных пород деревьев нанесли серьёзный ущерб лесам на Дальнем Востоке РФ; в 2014 г. экспорт в КНР составил в 2014г 83 % от всего объёма экспорта древесины (в основном — необработанной).

### Геополитическое положение

Плотность населения России по субъектам

Дальневосточный регион имеет важное геополитическое и геостратегическое значение для России:
- Регион имеет выход к двум океанам: Тихому и Северному Ледовитому, граничит с четырьмя государствами (Китаем, Японией, США, КНДР).
- Регион обладает огромными природными ресурсами, например, около 1/3 всех угольных запасов страны и гидротехнических ресурсов. Лесные массивы занимают около 30 % общих площадей лесов России. В регионе имеются запасы железных руд, золота, серебра, платины, медных руд, полиметаллических руд.
- Учитывая высокие темпы развития АТР как в экономической, так и в военной областях, интеграция в регион весьма перспективна для России. ДВР может послужить тем «мостом» в АТР при разумно проводимой политике.

Современная Россия имеет территорию 17 125 400 км² (1-е  место в мире по территории), но при этом население России составляет только около 147 млн чел. (9-е место в мире по населению). Плотность населения в России крайне низкая — только 8,3 чел./км² (178-е место в мире по плотности населения) как следствие этого — Сибирь и Дальний Восток России всё ещё являются малоосвоенными территориями. Но именно недра Сибири и Дальнего востока содержат огромные природные ресурсы.
Для сравнения, ближайший сосед Дальнего Востока России — Япония имеет маленькую территорию в 377 тыс.км² (61-е место в мире по территории), и при этом население Японии составляет 125,9 млн чел. (11-е место в мире по населению, после России и Мексики). Плотность населения Японии составляет 337,4 чел./км² (18-е место в мире по плотности населения).

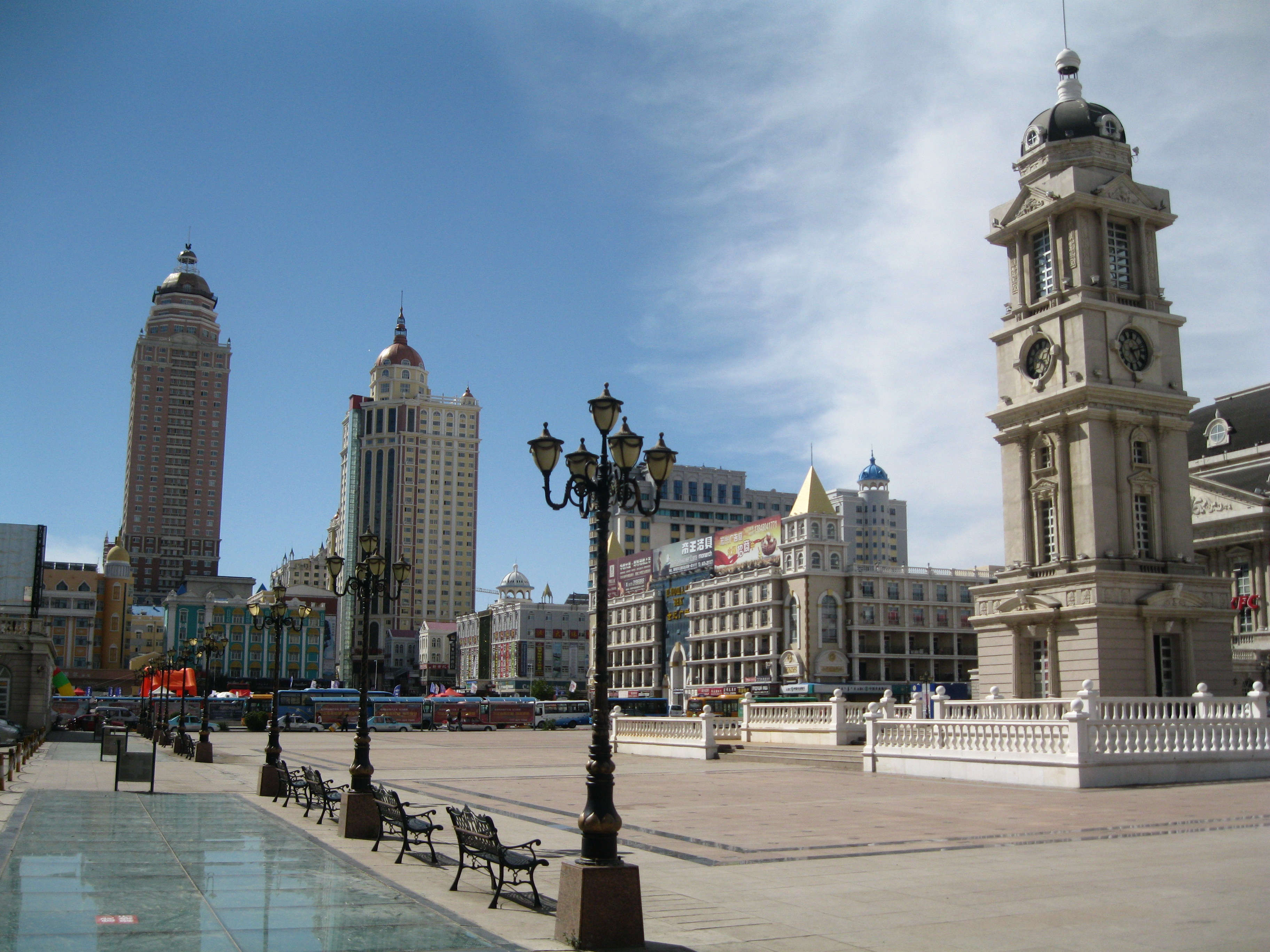
Маньчжурия. Находится в 4 км от границы с Россией.

Более ста миллионов человек живут в трёх провинциях Северо-Восточного Китая, в то время как по другую сторону границы на пространстве в 6,2 миллиона квадратных километров Дальневосточного федерального округа население сократилось примерно с 8,1 млн в 1991 году до 6,3 млн в 2011 году.
Существуют как негативные оценки близкого китайского присутствия, так и нейтральные и позитивные.
Владимир Путин по поводу китайской миграции заявил, что: «Если в ближайшем будущем мы не предпримем практические шаги для развития Дальнего Востока, в течение нескольких десятилетий российское население будет говорить на китайском, японском, и корейском».
Однако китайско-российское сотрудничество в данном регионе выгодно и для России. Так, эксперт Сергей Лузянин не согласен с тем, что Россия становится «бензоколонкой» для Китая после того, как впервые нефть из Восточной Сибири по трубе пошла в соседнюю страну. По его словам, «речь идёт о новых шагах в атомной и электроэнергетике, поставках сжиженного газа, строительстве газопроводов».
Также одним из экономических партнёров России могла бы стать Япония — имеющая огромные финансовые, экономические и технологические ресурсы (Япония занимает 3-е место в мире, после Китая, по номинальному значению ВВП, который составляет более 5 трлн.$), и крайне нуждающаяся в природных ресурсах и новых рынках сбыта для развития своей экономики.

## Население

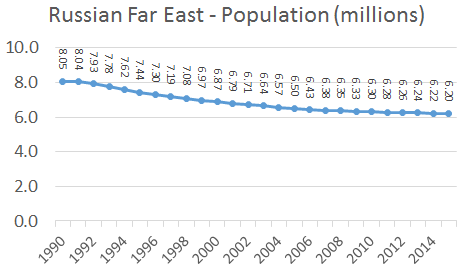
Население ДФО в старых границах в 1990—2015 годах

По состоянию на 1 января 2021 года на территории Дальневосточного федерального округа проживало 8 124 053 человека, то есть около 5,56 % от общего населения РФ. Дальневосточный федеральный округ — самый депопулирующий регион страны: за период 1991—2010 гг. население уменьшилось на 1,8 млн человек (22 %).
Численность населения Дальневосточного федерального округа на 1 января 2014 года оценивалась в 6 226 640 человек; это на 0,4 % меньше, чем в 2013 году. Демографические потери, в отличие от остальных федеральных округов Российской Федерации, обусловлены главным образом миграционным оттоком населения.

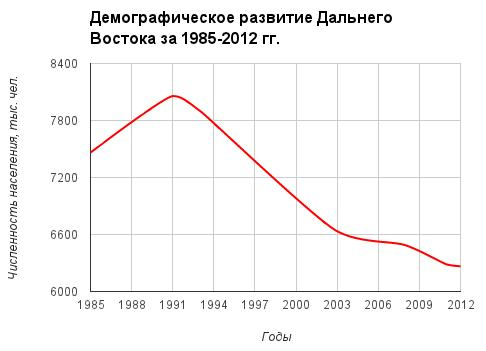
Депопуляция Дальнего Востока России за 1985—2012 годы.

В настоящее время в округе рождаемость превышает смертность (то есть происходит естественный прирост населения). В 2013 году коэффициент рождаемости в ДФО составил 13,99 на 1000 человек населения, смертности — 12,67, коэффициент естественного прироста +1,32. При этом рождаемость в ДФО выше, чем в среднем по стране, а смертность — ниже. По сравнению с предыдущим годом наблюдается рост рождаемости, падение смертности и рост коэффициента естественного прироста При этом в настоящее время сохраняется миграционный отток населения, превышающий естественный прирост, поэтому происходит убыль населения.
Средняя ожидаемая продолжительность жизни населения округа в 2012 году составила 67,0 лет, в том числе среди мужчин — 61,35 года, среди женщин — 73,06 года, городского населения — 67,8 лет, сельского населения — 64,61 года. Продолжительность жизни населения округа в последние годы постоянно растёт, за 2000—2012 годы она выросла на 3,8 года.
Одна из главных черт и исторических Дальнего Востока в плане демографии — незначительная численность населения в сравнении с общей площадью территории. Подобная ситуация объясняется жёсткими природными и климатическими условиями и положением по отношению к транспортным артериям. Поэтому в течение долгого времени в целях удержания населения и привлечения рабочей силы действовали специальные льготы и надбавки к зарплате. Однако в связи с прекращением государственной поддержки после распада СССР, население начало стремительно сокращаться: с 8 063 568 человек в 1991 году до 6 225 995 человек на начало 2014 года. Средняя плотность населения в Приморском крае около 11,68 человек на км², в Хабаровском крае — 1,70, в Еврейской АО — 4,70, в Амурской области — 2,24, в Якутии — 0,31, на Чукотке — 0,07. Депопуляция, ранее происходившая в целом по стране, наиболее сильно била по Дальнему Востоку (и Сибири), так же как общесистемный экономический и социальный кризис. Альтернативное мнение К. Гэдди и Ф. Хилл, авторов книги «Сибирское проклятье» заключается в том, что Дальний Восток перенаселён в сравнении со схожими регионами Канады и Аляски, учитывая климат и удалённость от главных центров населения; подобное мнение, однако, неоднократно подвергалось критике как за антироссийские настроения, так и за собственно неправильные выводы, выражающие «искренние заблуждения авторов, а не их предвзятость».

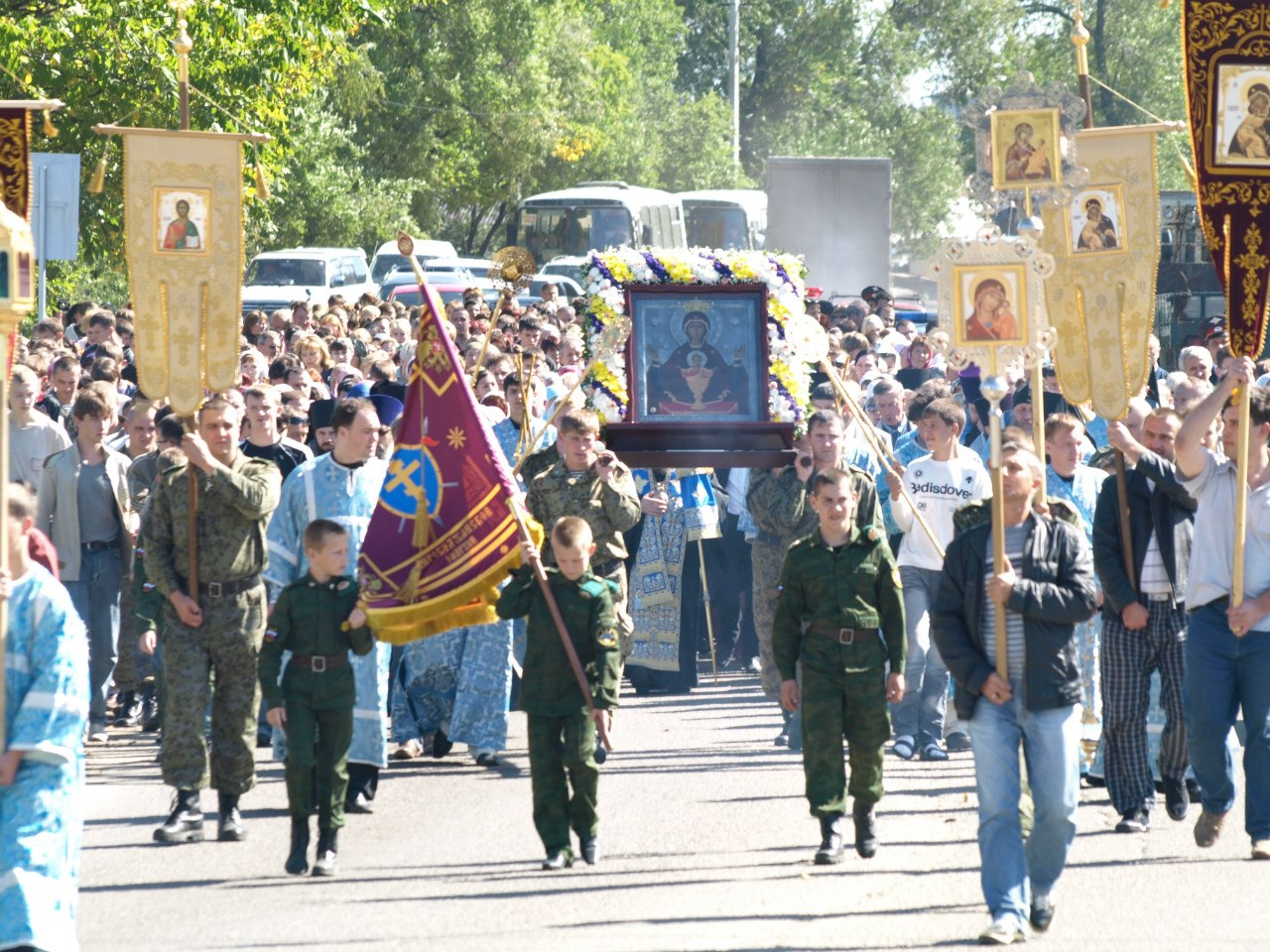
Биробиджан

В 2012 году наблюдается бурный рост населения в городах: Владивосток, Южно-Сахалинск, Петропавловск-Камчатский, на Чукотке и Курильских островах. Хотя весь Дальний Восток в 2012 депопулирует, при этом депопуляция сокращается.

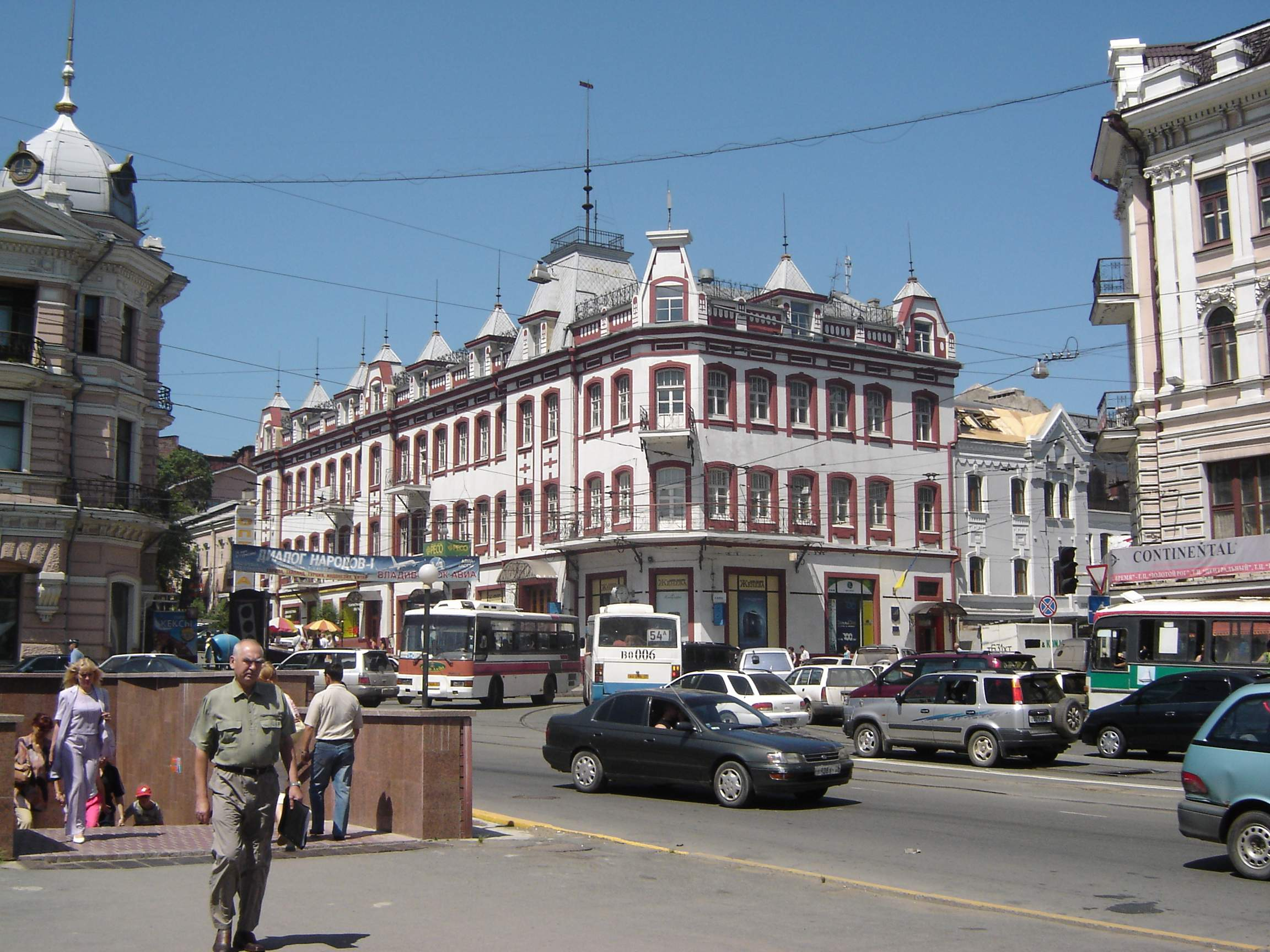
Владивосток

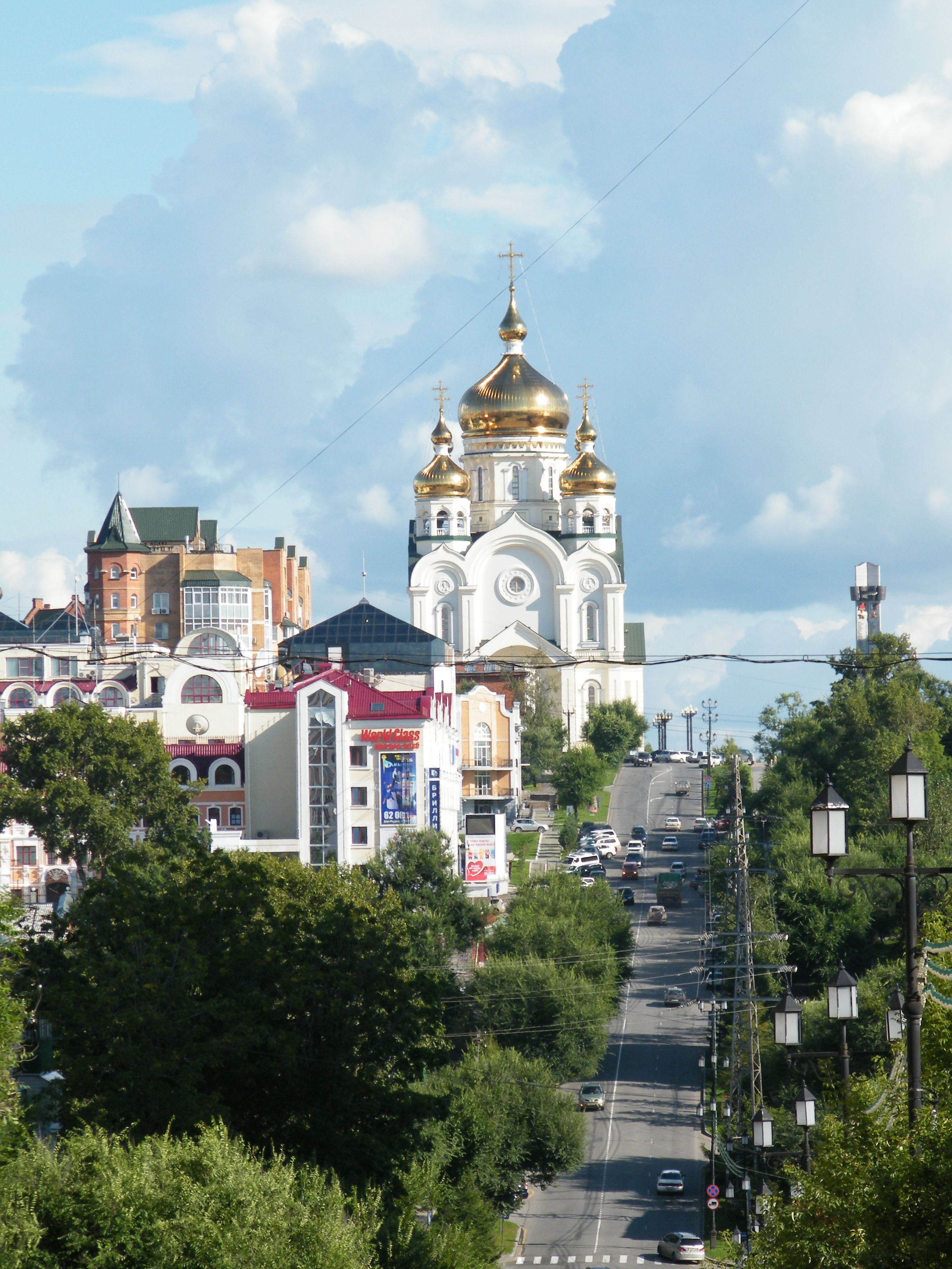
Хабаровск

В 2007 году высказывалось мнение, что если не будут приняты чрезвычайные меры, в период 2015—2025 годов регион может попасть в «демографическую яму».
| Показатель                                    | 1985 г.              | 1991 г.   | 1993 г.   | 2003 г.   |
| Численность населения, человек (на 01.01)     | 7 462 100            | 8 063 568 | 7 851 010 | 6 679 743 |
| Родилось, тыс. чел.                           | 138,6                | 110,0     | 82,1      | 77,0      |
| Коэффициент рождаемости                       | 18,3                 | 13,7      | 10,5      | 11,6      |
| Коэффициент суммарной рождаемости             | 2,08 (1989—1990 гг.) | 1,87      | 1,46      | 1,45      |
| Умерло, тыс. чел                              | 63,3                 | 67,9      | 92,3      | 98,9      |
| Коэффициент смертности                        | 8,3                  | 8,6       | 11,8      | 14,9      |
| Коэффициент младенческой смертности           | 23,0                 | 18,7      | 21,2      | 15,9      |
| Естественный прирост населения, тыс. чел.     | 75,3                 | 41,2      | -10,2     | -22,0     |
| Коэффициент естественного прироста            | 10,0                 | 5,1       | -1,3      | -3,3      |
| Сальдо миграции, тыс. чел.                    | 43,5                 | -65,4     | -101      | -23,6     |
| Общий прирост (снижение) населения, тыс. чел) | 118,8                | -24,2     | -111,2    | -45,6     |

Значительную проблему представляет собой миграционная убыль на Дальнем Востоке, хотя в целом по России происходит миграционный рост населения. В 2008 году общий коэффициент миграционного прироста составлял −30,5 на 1000 человек населения, в 2009 году — −27,8, в 2011 году — −2,8 Таким образом, масштабы миграционной убыли населения сокращаются. По мнению директора Дальневосточного научно-исследовательского института рынка профессора Вадима Заусаева, это происходит потому, что «самые амбициозные» уже уехали. Согласно соцопросу среди жителей округа, о котором сообщалось в 2011 году, желание жить в другом городе изъявили желание 19,3 % респондентов; 17,2 хотели бы жить в другой стране.
В 2007 году утверждалось, что привлекательности региона не способствуют низкие по сравнению со средним по стране рост ВРП и доходов населения, тем более что демографические проблемы ощущаются и в других регионах России, хотя и не таким катастрофическим образом. При этом с 2009 года по росту ВРП округ обгоняет Россию
Соотношение мужчин и женщин (по состоянию на 2002 год) отличалось от ситуации в целом по стране: если по России на каждые 100 лиц мужского пола приходилось 113 женщин (на 1996 год), то в Приморском крае соотношение составляло 100:102, в Амурской области — 100:101, в Хабаровском крае — 100:103
По данным на 2005 год, в бюджетах только Чукотки и Якутии были заложены расходы на снижение депопуляции; в округе слабо развито жилищное строительство и льготное кредитование.

### Вопрос о миграции китайцев на Дальний Восток России
Основная статья: Вопрос о миграции китайцев на Дальний Восток России
Массовая миграция в Россию началась после подписания договора о безвизовом въезде в приграничные города в 1992 году. Приезжие — в основном из приграничных уездов провинции Хэйлунцзян. Среди мигрантов преобладают мужчины в возрасте от 20 до 50 лет (данные на 2002 год), имеющие невысокие доходы. Основные сферы занятости — строительство, промышленность, сельское хозяйство и общая коммерческая деятельность. По мнению ряда экспертов, близость перенаселённого Китая может привести к серьёзным геополитическим проблемам России на Дальнем Востоке.

### Пути решения проблем
В качестве решения целого комплекса демографических проблем эксперты предлагают вести протекционистскую политику:
- активизация экономической и социальной жизни региона
- установление контроля над ценами (на электроэнергию, на проезд)
- закрепление старожильческого населения и другие меры.

В качестве способа развить Дальний Восток также иногда предлагается перенос туда столицы.

## Экономика
В 2009 году валовой региональный продукт (ВРП) округа на душу населения составил 268 тыс. рублей, что на 19 % выше аналогичного показателя в целом по России. В 2011 году 80 % ВРП региона произведено на территории четырёх субъектов: Сахалинская область (25,3 %), Приморский край (22,4 %), Якутия (19,4 %) и Хабаровский край (18,2 %). Согласно Списку регионов России по ВРП за 2009 год, эти субъекты находятся выше среднероссийского уровня.
В 2000-х годах в экономике ДФО происходит устойчивый рост, не прерывавшийся даже в период мирового экономического кризиса 2008—2009 годов. C 1999 года по 2010 год валовой региональный продукт ДФО вырос на 73 %. При этом с 2009 года рост ВРП округа опережает среднероссийский. Так, в 2009 году ВРП ДФО вырос на 1,5 % (российский — снизился на 7,6 %), в 2010 году — на 6,8 % (российский — на 4,6 %). В 2011 году объём ВРП увеличился на 5,4 % по сравнению с 2010 годом и составил 2,3 трлн рублей. Промышленное производство от уровня 1990 года в среднем по России составляет 80,7 %, а на Дальнем Востоке — 103 %.
Отраслевая структура ВРП округа (по данным за 2010 год):
- Сельское и лесное хозяйство, рыболовство — 6,5 %
- Добыча полезных ископаемых — 24,7 %
- Обрабатывающая промышленность — 5,6 %
- Производство и распределение электроэнергии, газа и воды — 4,2 %
- Строительство — 12,2 %
- Торговля — 10,2 %
- Гостиницы и рестораны — 0,8 %
- Транспорт и связь — 13,4 %
- Образование и здравоохранение — 7,7 %
- Финансы и услуги — 7,3 %
- Госуправление и военная безопасность — 7,4 %

Экономика Дальнего Востока развивается от очагового, инфраструктурно и экономически изолированного от основной части России состояния к крупным инвестиционным проектам на основе государственно-частного партнёрства. Инвестиционный портфель до 2025 года планируется в сумме 10 трлн руб (как из государственного бюджета, так и средств частных инвесторов). Основные задачи развития Дальнего Востока — это формирование постоянного населения в регионе, выравнивание условий функционирования, изменение структуры экономики и интеграция в АТР. На сегодняшний день все регионы Дальнего Востока, кроме Сахалинской области, являются дотационными.

### Добыча полезных ископаемых
На территории эксплуатируются 827 месторождений. Значительную долю представляют алмазы, золото, серебро, цветные металлы: олово, свинец, горно-химическое и горно-рудное сырьё: бор, плавиковый шпат.

### Лесная промышленность
Дальний Восток имеет ресурсную базу объёмом примерно 20 млрд кубических метров деловой древесины — это четверть российских запасов. Уровень переработки составляет около 30 %. Реализуется 12 крупных проектов по созданию новых предприятий в области деревопереработки, которые позволят создать свыше 5 тысяч рабочих мест.
На Дальнем Востоке сосредоточена половина лесного фонда страны- 49 % (556,2 млн га) и третья часть запасов древесины- 31 % (24,6 млрд кубометров).

### Судостроительная промышленность
По состоянию на 2024 год в регионе действуют 12 верфей и судоремонтных заводов. Часть производств ориентирована на военные нужды, другие специализируются на строительстве крупнотоннажных судов для нефтегазовой промышленности, включая газовозы, нефтяные танкеры и суда ледового класса. По оценкам на 2024 год, дефицит грузового флота ледового класса составляет 70 судов, при этом существующие мощности позволяют построить до 2030 года только 16 единиц.
В рамках планов развития отрасли предусмотрено строительство новой верфи во Владивостоке (запуск - 2028 год), а также развитие судостроительных производств в Камчатском крае, на Сахалине и в Якутии. К 2030 году планируется увеличить производственные мощности региона до 200 судов различного назначения.
Дополнительным фактором развития судостроения является состояние рыбопромыслового флота Дальневосточного бассейна: из 1200 действующих судов большинство имеет средний возраст более 35 лет и к 2030 году потребует замены.

### Инвестиции
Объём инвестиций в основной капитал в округе в 2010 году составил 726 миллиардов рублей или 115 тысяч рублей на душу населения. Объём инвестиций на душу населения в ДФО в 2010 году был почти в два раза выше среднероссийского уровня. В 2011 году он составил 161 тысячу рублей на человека в год. Это первое место в России.
В экономику Дальнего Востока за первое полугодие 2011 года поступило 5,7 миллиарда долларов иностранных инвестиций, с ростом в 1,8 раза к соответствующему периоду 2010 года. Однако это всего лишь 6,5 % от всех иностранных инвестиций, привлечённых в Россию. Основными инвесторами территорий Дальнего Востока в период с 2002 по 2009 годы являлись Нидерланды — 49,2 % от накопленных зарубежных инвестиций, Япония — 12,1 %, Великобритания — 8,8 %, Индия — 3,7 %, Багамские острова — 6 % и Кипр — 3,2 %. Наиболее привлекательной отраслью для иностранных инвесторов оставалась добыча полезных ископаемых, куда было направлено почти 90 % их вложений. Несмотря на приток капитала, по мнению академика Павла Минакира «экономика Дальнего Востока крайне неэффективна… отдача от этих вложений минимальна. На протяжении последних 40 лет отдача от каждого вложенного рубля составляет 18 копеек».
По словам В. И. Ишаева, объём инвестиций в Дальний Восток в 2011 году составил не менее 1 триллиона рублей, включая государственные средства и инвестиции компаний.
По данным Росстата, за 2010 год на территорию Дальнего Востока поступило 45,2 миллиона долларов китайских инвестиций, или 0,6 % от их общего объёма в Россию.
В апреле 2013 года премьер-министр России Дмитрий Медведев подписал программу социально-экономического развития Дальнего Востока и Забайкалья на период до 2025 года. За этот период на развитие региона должно быть направлено около 10 триллионов рублей, как из государственного бюджета, так и средств частных инвесторов.
980 миллиардов рублей планировалось направить на реконструкцию БАМа и Транссиба, из которых 260 миллиардов рублей должны были составить бюджетные средства, а остальное — внебюджетные деньги (преимущественно средства РЖД). Предполагалось увеличить грузопоток через БАМ и Транссиб к 2015 году до 38 миллионов тонн в год, а к 2020 году — до 54 миллионов тонн. В 2013 году показатель составлял 16 миллионов тонн в год.
В рамках развития региональной авиации планировалось потратить[когда?]

 101 миллиард рублей на реконструкцию двух крупных аэропортов в Улан-Удэ и Петропавловске-Камчатском и 61 более мелкого аэродрома в других регионах Дальнего Востока. На строительство автомобильных дорог предполагалось направить 60 миллиардов рублей. Ещё 25 миллиардов рублей планировалось выделить[когда?]

 на развитие транспортной инфраструктуры.
58 миллиардов рублей планировалось направить на развитие магистральных и распределительных сетей, в общей сложности речь шла о 10 объектах. Также планировалось построить 12 новых энергетических объектов за 33 миллиарда рублей. Компания «РусГидро», получившая из бюджета 50 миллиардов рублей, также должна была потратить эти деньги на объекты гидроэнергетики в регионе.
За семь лет (с 2013 года по 2020 год) доля прямых иностранных инвестиций на Дальнем Востоке выросла в 16 раз, с 2 % от общероссийского уровня до 32 %, а объём пришедших инвестиций составил 1 триллион 300 миллиардов рублей. По прогнозу, количество частных инвестиций на Дальнем Востоке к 2024 году вырастет до 5 триллионов рублей. Также, в рамках программы соцразвития центров экономического роста инвестируется более 100 миллиардов рублей бюджетных средств, ведётся строительство более 1 тысячи различных социальных объектов для обеспечения новых инвестиционных проектов рабочей силой. В границах этих социальных центров экономического роста проживает более 86 % населения Дальнего Востока.

### Доходы населения
Средние зарплата, пенсия и доход населения округа опережают среднероссийские показатели. В 2010 году средняя зарплата в ДФО составила 25,8 тыс. рублей в месяц (на 23 % выше средней по России), средний доход — 20,8 тыс. рублей в месяц (на 10 % выше среднего по России), средняя пенсия — 8,9 тыс. рублей. С 2000 по 2010 год средняя номинальная зарплата и средний доход в округе увеличились в 8 раз, а пенсия — в 9 раз. Средняя начисленная зарплата одного работающего в 2012 году, по оценке Приморскстата, составила 31,9 тыс. рублей. По сравнению с 2011 годом она увеличилась на 10,6 %, а её реальный размер — на 4,7 %.
Стоимость минимального набора продуктов питания в ДФО выше, чем в среднем по России на 35 % (по состоянию на середину 2011 года), стоимость фиксированного набора потребительских товаров и услуг для межрегиональных сопоставлений покупательной способности населения — на 28 % (на конец 2010 года).

### Модернизация
Условиями для экономической модернизации являются:
- привлечение в регион частных инвестиций, используя принцип государственно-частного партнёрства
- режимы особых экономических зон
- налоговые преференции для инвесторов
- стимулирование внутреннего спроса и увеличение покупательской способности населения

Существующими проблемами для инвестиций в регион являются:
- удалённость территорий Дальнего Востока
- суровые климатические условия
- неразвитость дорожной инфраструктуры
- недостаток энергоснабжения
- неповоротливый бюрократический механизм (решение практически всех вопросов через Москву)
- законодательные пробелы и нестыковки

Для комплексного решения проблем региона 21 мая 2012 года было создано Министерство по развитию Дальнего Востока. Глава этого ведомства одновременно является полномочным представителем президента Российской Федерации в Дальневосточном федеральном округе. До сентября 2013 года его возглавлял Виктор Ишаев. Затем президент России Владимир Путин назначил Александра Галушку министром РФ по развитию Дальнего Востока.
Менее чем через год после учреждения Минвостокразвития был поставлен вопрос о целесообразности его существования. Подготовленный ведомством проект социально-экономического развития восточных территорий не был согласован ни с одним из ключевых министерств, при этом объём запрашиваемых ассигнований составил более 5,7 трлн руб., что превышало возможности казны.
Правительство вернулось к идее концентрации функций по развитию дальневосточного региона в профильной госкорпорации. Руководство ею может быть предложено одному из «ярких организаторов». В числе потенциальных кандидатов рассматривается первый вице-премьер правительства Игорь Шувалов, который курировал стройку объектов для саммита АТЭС во Владивостоке. Он также возглавляет Государственную комиссию по вопросам социально-экономического развития Дальнего Востока, Республики Бурятии, Забайкальского края и Иркутской области, созданную в 2008 году.
31 августа 2013 года президент РФ Владимир Путин своим указом освободил Виктора Ишаева от должности министра по развитию Дальнего Востока. Другим указом глава государства назначил Юрия Трутнева заместителем председателя правительства — полномочным представителем президента в Дальневосточном федеральном округе. Директор Центра поддержки региональных инициатив НИУ ВШЭ Иван Огнёв назвал назначение Трутнева «аппаратным успехом» Игоря Шувалова: «Это удачный гамбит Шувалова, который „вышел“ из сложнейшей темы и одновременно стал организатором путинских побед во Владивостоке (в том числе — саммита АТЭС в 2012 году), до неузнаваемости изменивших город и местный менталитет. Теперь появился шанс показать, что проделанная Шуваловым работа по формированию Стратегии развития региона не была напрасной», — считает Огнёв.

## Саммит АТЭС-2012
24-я ежегодная встреча лидеров экономик АТЭС проходила на острове Русском во Владивостоке со 2 по 9 сентября 2012 года. Это первый саммит АТЭС в России.
Со стороны правительства подготовку к форуму курировал первый вице-премьер правительства РФ Игорь Шувалов. В преддверии саммита была обновлена городская инфраструктура. В аэропорте «Владивосток» открылся новый терминал. Скоростная железнодорожная магистраль соединила аэропорт с городом. В канализациях Центрального планировочного района Владивостока установлены новые очистные системы. Мост через бухту Золотой Рог обеспечил свободный проезд автотранспорта от городской периферии до центра. Мост через пролив Босфор Восточный соединил материковую часть Владивостока с островом Русским. На самом острове Русском возведён новый корпус Дальневосточного федерального университета (ДВФУ), а также комплекс студенческих общежитий. Застроенная территория составляет 120 га, или же 1,2 млн м². Новая инфраструктура рассчитана на 50 тыс. человек. После завершения саммита директор Центра поддержки региональных инициатив НИУ ВШЭ Иван Огнёв назвал Игоря Шувалова «организатором путинских побед во Владивостоке, в том числе саммита АТЭС в 2012 году, которые до неузнаваемости изменили город и местный менталитет».

## Интернет
Охват населения Дальнего Востока интернетом составляет почти 70 % (2013).

## Транспорт
Общий уровень развития транспортной сети в регионе крайне низок, фактически, только на юге региона в Приамурье, Приморье и на Сахалине имеется сеть железных и автомобильных дорог. Северные же районы практически не имеют инфраструктуры. Уровень развития транспортной инфраструктуры на Дальнем Востоке является самым низким в России, что затрудняет снабжение, и сильно увеличивает транспортные расходы и стоимость продукции.
Сеть дорог с твёрдым покрытием на Дальнем Востоке составляет 5,3 км на 1000 км², в среднем по России — 31,7 км на 1000 км².
Железнодорожный транспорт является основным видом магистрального транспорта. На его долю приходится свыше 80 % грузооборота и около 40 % внутреннего пассажирооборота на территории. Общая протяжённость сети автомобильных дорог — 41,5 тыс. км. Число аэродромов гражданской авиации — 107. Действуют 28 морских портов. Основные порты — Восточный, Находка, Владивосток, Ванино и Де-Кастри. Действует паромная переправа Ванино-Холмск.
Дальний Восток имеет самый высокий показатель среди округов России по обеспеченности автомобилями и опережает среднероссийский показатель: на тысячу жителей здесь приходится 329 легковых автомобилей.
- Через ДВ проходит Транссибирская магистраль — величайшая и самая протяжённая железная дорога России.
- На территории ДВ построена Байкало-Амурская магистраль — железнодорожная магистраль Восточной Сибири.
- Заканчивается строительство новой Амуро-Якутской ж/д магистрали от Сковородино до Якутска.
- Через ДВ по маршруту Чита — Сковородино — Свободный — Биробиджан — Хабаровск проходит федеральная автомобильная дорога Амур.
- По маршруту Якутск — Магадан проходит федеральная автомобильная дорога Колыма.
- По маршруту Хабаровск — Владивосток проходит федеральная автомобильная дорога Уссури.
- По маршруту Хабаровск — Находка во II половине XX века планировалось построить федеральную автомобильную дорогу Восток.
- В обсуждении находятся тоннель под Беринговым проливом, Сахалинский тоннель и тоннель Сахалин — Хоккайдо.
- Ведётся строительство газопровода «Сахалин — Хабаровск — Владивосток» и нефтепровода «Восточная Сибирь — Тихий океан».

По данным социологического опроса, поведенного ВЦИОМ в июле-августе 2017 года, для всех дальневосточников актуальными являются проблемы высокой стоимости авиабилетов, а также во всех субъектах ДФО жители крайне низко оценивают качество дорожного покрытия.
Авиакомпании ДВ
- Аврора г. Южно-Сахалинск, г. Владивосток.
- Якутия г. Якутск.
- Хабаровские авиалинии базируется в Николаевске-на-Амуре.
- Авиакомпания Восток базируется в Хабаровске, малый аэропорт.
- Полярные авиалинии базируется в Якутске.
- Камчатское авиационное предприятие базируется в Елизово (Петропавловск-Камчатский).

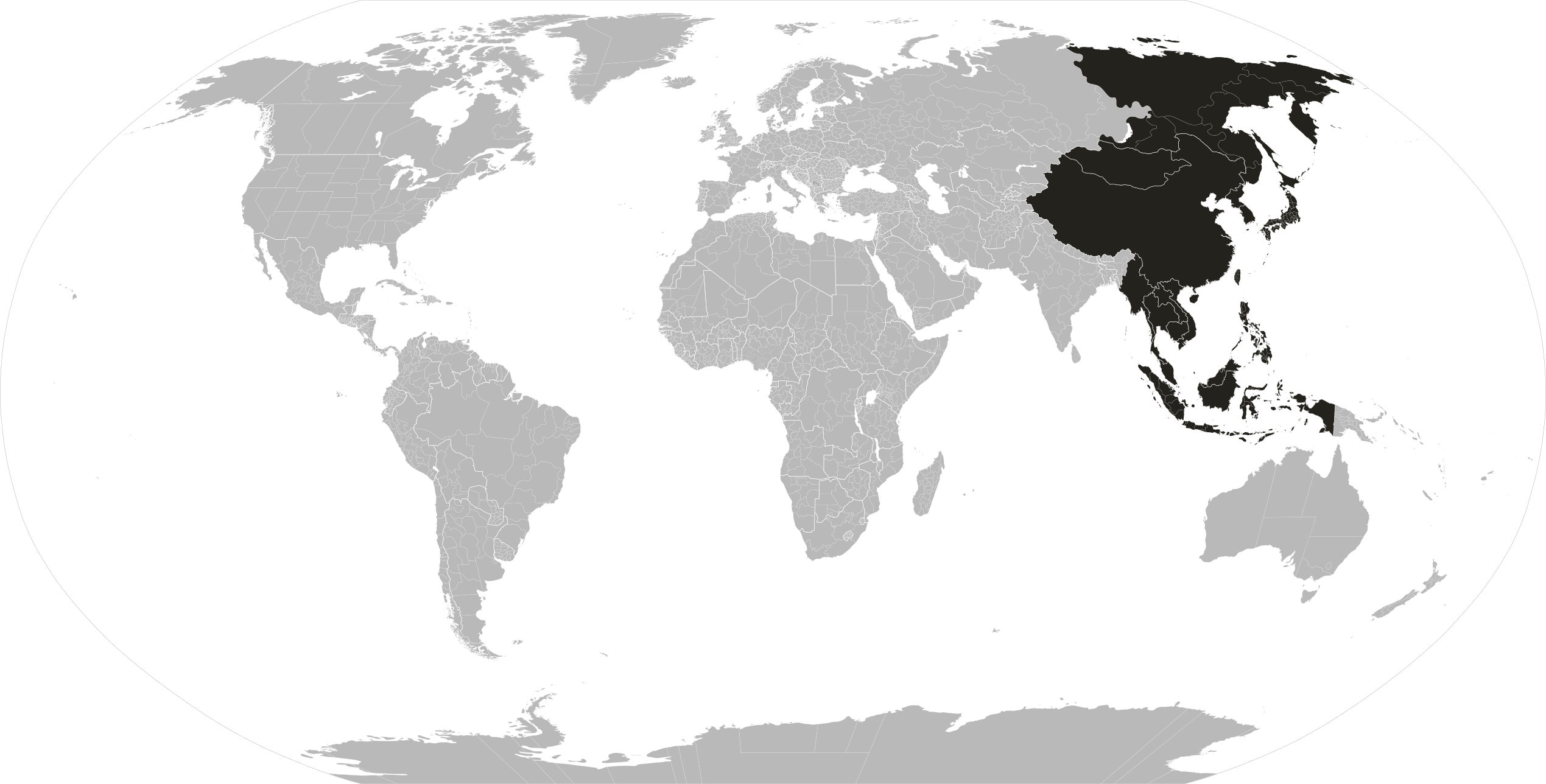
Дальний Восток

- Чукотавиа г. Анадырь.

## Сотовые операторы ДВ
- МТС
  - Примтелефон объединён с МТС
- МегаФон
- Билайн
  - НТК объединена с Билайн
- Ростелеком
  - АКОС объединён с Ростелеком
- T2
  - Скай Линк присоединён к T2
- Yota